# Linha de Saint-Gervais-les-Bains-Le Fayet a Vallorcine

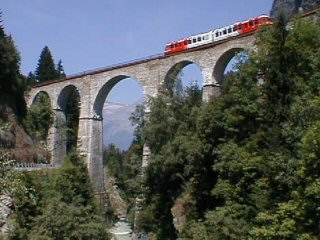
Um conjunto Z 8000 no viaduto Sainte-Marie

A Linha de Saint-Gervais-les-Bains-Le Fayet a Vallorcine é uma linha de caminho de ferro  de via única e bitola métrica com 36.9 km de comprimento que liga a estação de Saint-Gervais-les-Bains-Le Fayet (via Chamonix-Monte-Branco), com a estação Châtelard na fronteira franco-suíça, e término da Linha Martigny-Châtelard na Suíça

## Características
A sua característica principal é ter um desnível de 9 %, electrificação em corrente contínua utilizando um raio condutor lateral

## História
Foi aberta no início do século XX pela Companhia dos caminhos de ferro de Paris a Lyon e ao Mediterrâneo, então conhecida pela sigla PLM, e hoje em dia integrada na SNCF.
Os primeiros testes efectuam-se em 1901 com exercícios de tracção e travagem e o que era previsto para uma exploração invernal, torna-se anual dado o interesse pela ligação com Chamonix-Monte-Branco. A Estação de Saint-Gervais-les-Bains-Le Fayet é renovada em 1991 e um acordo é feito com a companhia da Linha Martigny-Châtelard para a compra em comum de material rolante, como os conjuntos Z 803

## Imagens

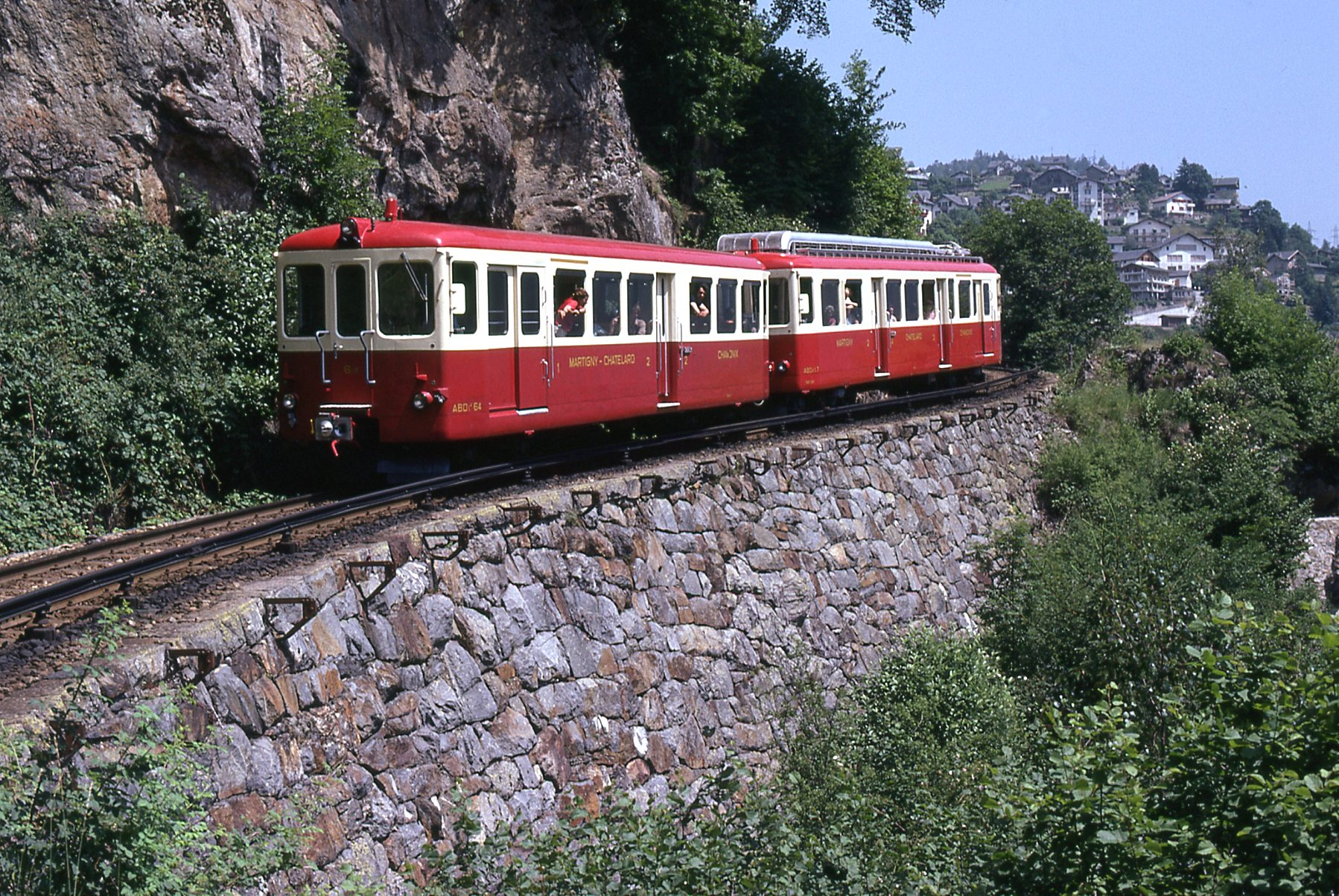
Próximo de Finhaut
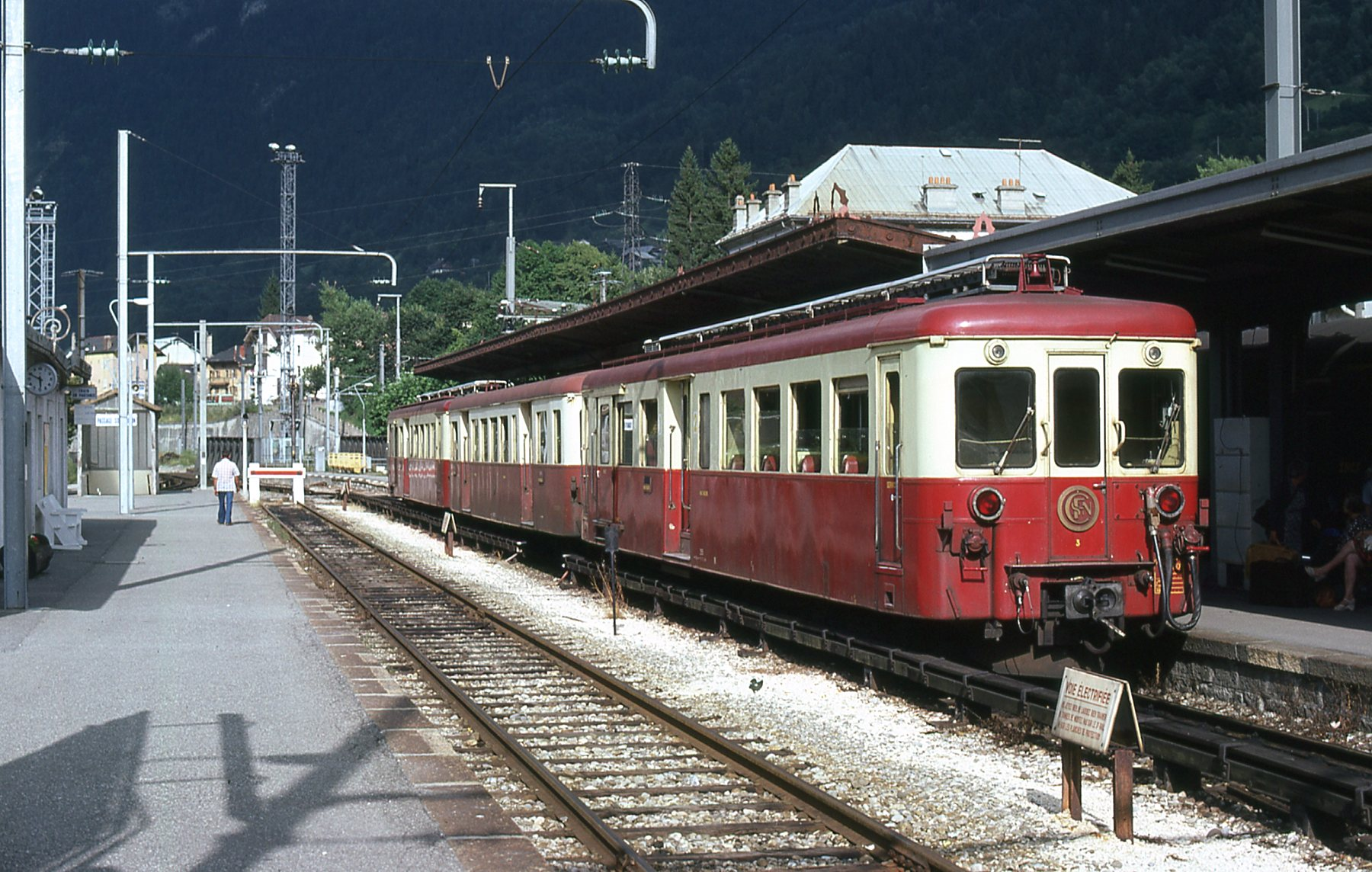
Uma Z600 no Fayet
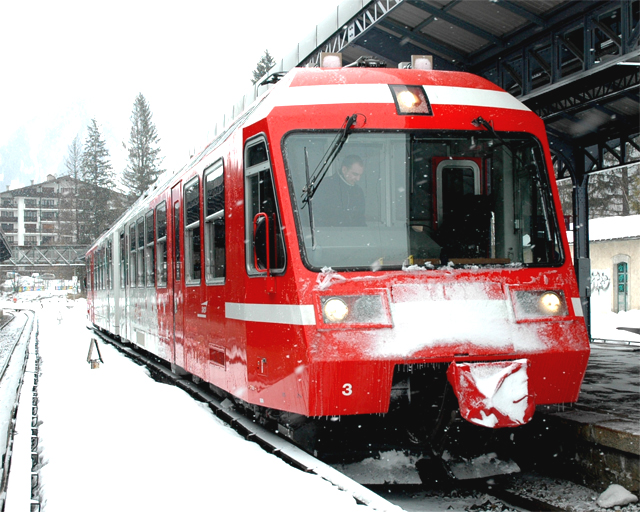
Uma moderna Z803
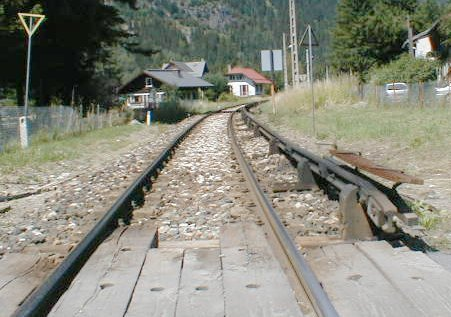
Raio condutor
Perfil do traçado